# The Complaint of Rosamond

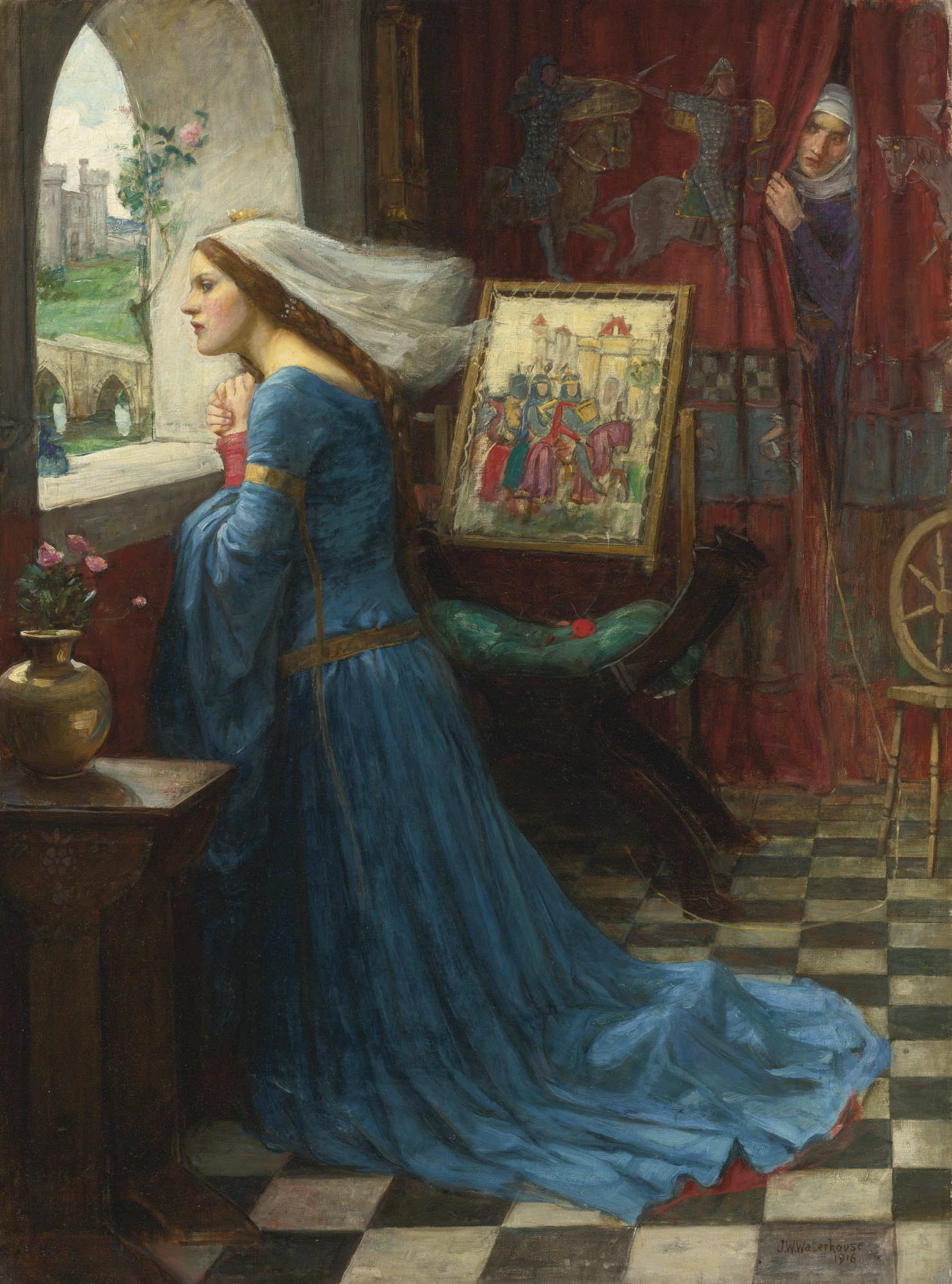
John William Waterhouse, Piękna Rozamunda

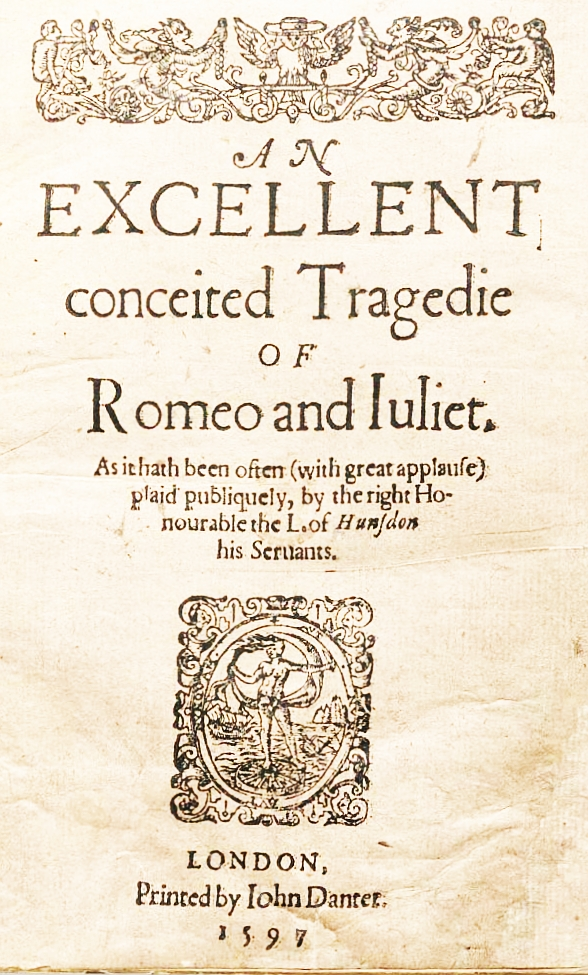
Strona tytułowa tragedii "Romeo i Julia" Williama Szekspira, w której można odnaleźć echa poematu "The Complaint of Rosamond"

The Complaint of Rosamond – poemat renesansowego angielskiego poety Samuela Daniela, opublikowany w zbiorze Delia, wydanym w Londynie w 1592. Poeta zadedykował dzieło swojej możnej patronce, Mary Sidney, hrabinie Pembroke. Utwór został napisany strofą królewską (ang. rhyme royal), czyli zwrotką siedmiowersową rymowaną ababbcc. Tej samej formy William Szekspir użył w poematach Gwałt na Lukrecji i Skarga zakochanej. Oto pierwsza strofa utworu w starej, szesnastowiecznej ortografii:

Ovt from the horror of infernall deepes,
My poore afflicted ghost comes heere to plaine it:
Attended with my shame that neuer sleepes,
The spot wherewith my kinde, and youth did staine it:
My body found a graue where to containe it,
A sheete could hide my face, but not my sin.
For Fame finds neuer tombe t' inclose it in.

Podmiotem lirycznym poematu jest widmo nieżyjącej bohaterki. Rosamund Clifford jest postacią historyczną. Żyła ona w XII wieku i była kochanką króla Henryka II Plantageneta. Według tradycji zginęła z ręki zazdrosnej królowej Eleonory Akwitańskiej. Jak wskazuje Alwin Thaler, William Szekspir znał poemat Samuela Daniela i nawiązywał do niego w swoich dramatach, na przykład w sztuce Romeo i Julia.